# Jindřich Jirsák
Jindřich Jirsák (27. února 1885 Rokycany, Uhersko – 1938 tamtéž, Československo) byl český atlet-tyčkař.
Přestože se narodil (tehdejší Uhersko) a zemřel na Slovensku (někdejší Československo) reprezentoval Čechy na LOH 1912 ve skoku o tyči, ale nepostoupil z kvalifikace.
Přesto zde vytvořil český rekord výkonem 3.00 m. Tento svůj rekord vylepšil 1. června 1914 v Praze výkonem 3.74 m.